# Guangweicaris spinatus
Guangweicaris spinatus ist eine Art aus der Gattung Guangweicaris mit unsicherer Stellung innerhalb der Gliederfüßer (Arthropoda).

## Merkmale
Der Körper von Guangweicaris spinatus war lang (zwischen 60 und 65 mm) und garnelenartig. Der Kopfschild (Cephalon), bestehend aus 3 nach hinten größer und breiter werdenden Tergiten und einem kleinen, schmalen Acron, war fast dreieckigförmig im Umriss und verjüngte sich nach vorne hin. Der hintere Rand des 3. Tergiten war geradlinig und ohne seitliche Stacheln. Der Thorax bestand aus 4 großen und breiten Tergiten und besaß in der Mitte und an den Seiten jeweils einen Stachel. Das Abdomen, bestehend aus 6 Tergiten, war lang, säulenförmig, schmaler als der Thorax und verjüngte sich allmählich nach hinten. Die mittig auf jedem Tergit gelegenen Stacheln waren etwa gleich denen des Thorax, die seitlichen waren jedoch nur kurze Dornen. Der Telson war länglich-elliptisch mit einer flachen Oberfläche und endete in einem 3 bis 5 mm langen Stachel.

## Etymologie
Das Artepitheton spinatus ist lateinisch und bedeutet stachelig und rührt von dem Vorhandensein von Stacheln auf jedem Tergit des Thorax und dem Abdomen her.

## Fundorte
Man fand etwa 100, davon 39 vollständig erhaltene Exemplare dieser Gattung in der Wulongqing-Formation am Fuße des Shitangshan-Berges in der Nähe des Dorfes Guangwei, südöstlich von Kunming, Provinz Yunnan. Nur 5 unvollständig erhaltene Exemplare fand man in Gangtoucun, nördlich von Kunming, und Lihuazhuang, Kreis Yiliang.

## Systematik
Guangweicaris spinatus ist die Typusart der Gattung Guangweicaris. Die in Gangtoucun und Lihuazhuang gefundenen Exemplare wurden bereits 1999 als Habelia? sp. beschrieben.